# Diachromus
Genre
Diachromus est un genre d'insectes coléoptères de la famille des Carabidae. 
Ce genre monotypique ne compte que l'espèce Diachromus germanus, le Diachrome allemand, présent en Europe, en Asie et en Afrique du Nord. 
Ce genre a été créé par Wilhelm Ferdinand Erichson en 1837, à l'occasion de son ouvrage Die Käfer der Mark Brandenburg, publié entre 1837 et 1839, afin de mettre de l'ordre dans les genres Carabus et Harpalus, créés respectivement par Carl von Linné en 1758 et Pierre-André Latreille en 1802 et considérés comme trop englobants.

Au sein des Carabidae, le genre Diachromus est classé dans la sous-famille des Harpalinae, la tribu des Harpalini, la sous-tribu des Anisodactylina, et le clade des Anisodactyloides. Il y serait proche des genres Gynandromorphus Dejean 1829, présent en Europe, et Dicheirus Mannerheim 1843, présent en Amérique du Nord.

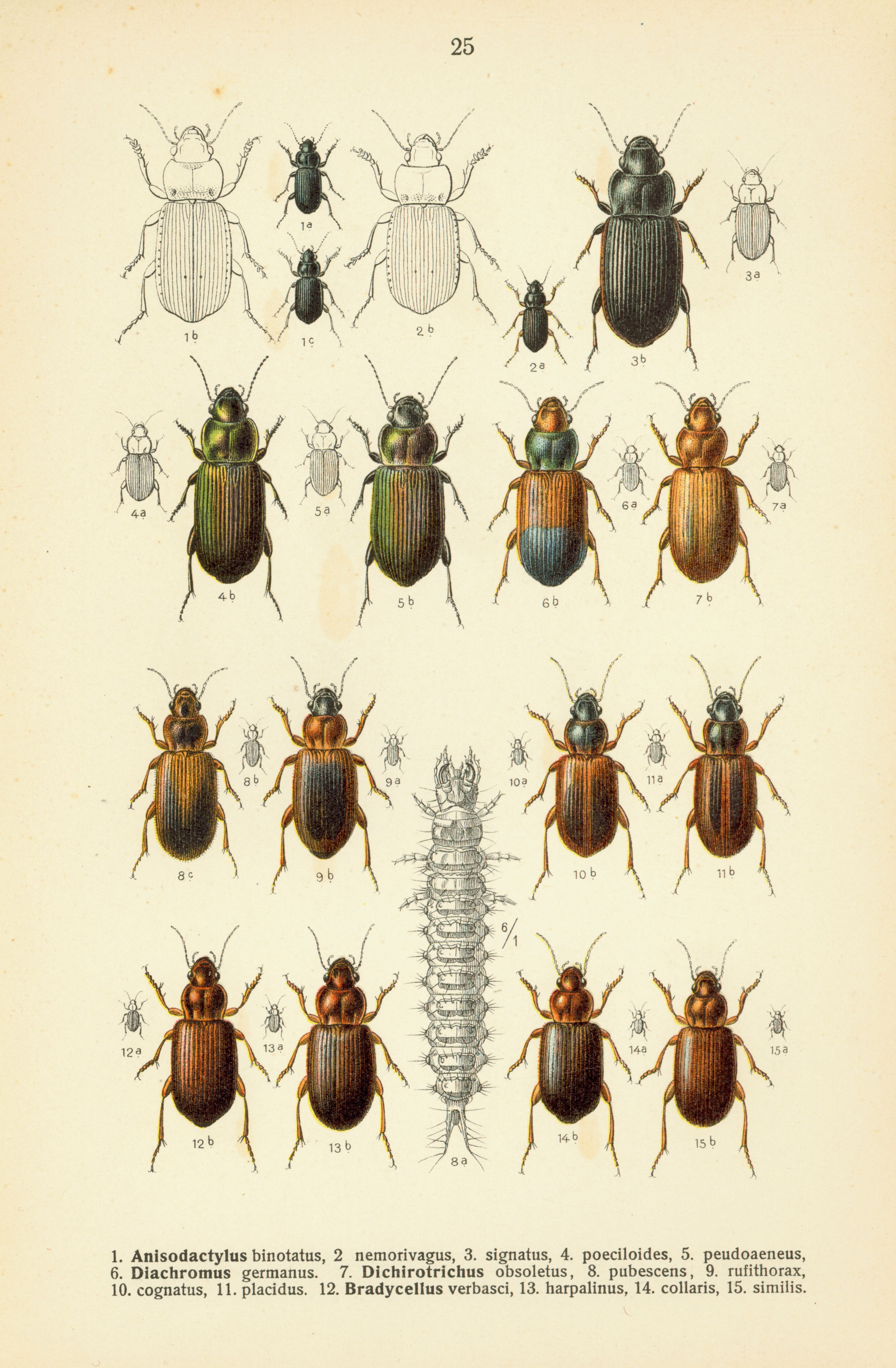
Fauna Germanica - Die Käfer des Deutschen Reiches en 5 vol., Stuttgart K. G. Lutz 1908-1917

Le nom Diachromus est formé à partir des racines du grec ancien διά-, préfixe indiquant notamment une idée de séparation ou de division, et χρῶμα, couleur. Il signifierait ainsi « aux parties colorées ».
 